# Charles de Tilly
Pour les articles homonymes, voir Tilly.
Charles Henri Adjutor de Tilly est un homme politique français né le 26 octobre 1775 à Caen (Calvados) et mort le 22 avril 1855 à Paris.

## Biographie
Maire de Villy-Bocage de 1800 à 1825, il est conseiller général et député du Calvados de 1830 à 1831 et de 1834 à 1842. Siégeant d'abord avec les légitimistes, il se rallie à la Monarchie de Juillet. Il est pair de France de 1845 à 1848 .
Il appartient à la famille de Tilly et avait épousé Henriette, Pauline, Louise de Perrochel (1778-1836).

## Sources
- « Charles de Tilly », dans Adolphe Robert et Gaston Cougny, Dictionnaire des parlementaires français, Edgar Bourloton, 1889-1891 [détail de l’édition]